# اورایچو
اورایچو (به لاتین: Evrychou) یک روستا در قبرس است که در ناحیه نیکوزیا واقع شده‌است.

## خصوصیات
اورایچو  ۸۱۹ نفر جمعیت دارد.